# Lukida
Lukida ist der Eigenname des Sterns α Monocerotis (Alpha Monocerotis). Lukida gehört der Spektralklasse G9 an und besitzt eine scheinbare Helligkeit von 4,1 mag. Lukida ist ca. 144 Lichtjahre von der Erde entfernt (Hipparcos Datenbank).